# Кумкент
Кумке́нт (каз. Құмкент) — село у складі Сузацького району Туркестанської області Казахстану. Адміністративний центр Кумкентського сільського округу.
Населення — 2038 осіб (2021; 2063 у 2009, 2038 у 1999, 2548 у 1989).
2024 року до складу села Кумкент приєднано сусіднє село Кизилканат.